# Christian Longomontanus

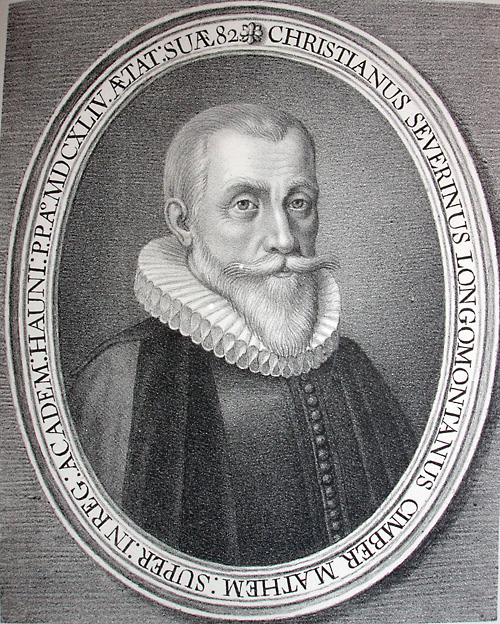
Christian Longomontanus

Christian Longomontanus, przyd. Christian Severin (ur. 4 października 1562 w Longbergu, Dania, zm. 8 października 1647 w Kopenhadze) – duński astronom i astrolog.
Astronom znany przede wszystkim za sprawą swojej współpracy z Tychonem Brahe, którego teorii był zwolennikiem. Longomontanus korzystał z danych opracowanych przez tego uczonego przy tworzeniu Astronomia danica (1620) – opisu koncepcji budowy wszechświata Brahego, zgodnie z którą Słońce porusza się dookoła Ziemi, a pozostałe planety dookoła Słońca. W 1632 roku rozpoczął w Kopenhadze budowę obserwatorium, lecz zmarł przed jej ukończeniem.
Jego nazwiskiem został nazwany krater Longomontanus na Księżycu.